# Nello Meniconi
Nello Meniconi anche come N. Meniconi (fl. XX secolo) è stato un produttore cinematografico italiano.

## Riconoscimenti
- Una vita per il cinema – Medaglia d'oro (1969)[1]

## Filmografia

### Direttore di produzione
- Vendetta... sarda, regia di Mario Mattoli (1952)
- Gli 11 moschettieri, regia di Ennio De Concini e Fausto Saraceni (1952)
- Era lei che lo voleva!, regia di Marino Girolami e Giorgio Simonelli (1953)
- Noi cannibali, regia di Antonio Leonviola (1953)
- Giorni d'amore, regia di Giuseppe De Santis e Leopoldo Savona (1954)
- Casa Ricordi, regia di Carmine Gallone (1954)
- Il ferroviere, regia di Pietro Germi (1956)
- Guendalina, regia di Alberto Lattuada (1957)
- Marisa la civetta, regia di Mauro Bolognini (1957)
- Nata di marzo, regia di Antonio Pietrangeli (1958)
- Il marito bello: Il nemico di mia moglie, regia di Gianni Puccini (1959)
- La dolce vita, regia di Federico Fellini (1960) – anche come attore ma non accreditato
- Risate di gioia, regia di Mario Monicelli (1960)
- Il ladro di Bagdad, regia di Bruno Vailati, Arthur Lubin (1961)
- Madame Sans Gêne, regia di Christian-Jaque (1961)
- 8½, regia di Federico Fellini (1963)
- Il compagno Don Camillo, regia di Luigi Comencini (1965)
- Incompreso (Vita col figlio), regia di Luigi Comencini (1967)
- Italian Secret Service, regia di Luigi Comencini (1968)
- Il trapianto, regia di Steno (1970)
- Per grazia ricevuta, regia di Nino Manfredi (1971)

### Produttore
- La lupa, regia di Alberto Lattuada (1953)
- La nave delle donne maledette, regia di Raffaello Matarazzo (1953)
- Un tentativo sentimentale, regia di Pasquale Festa Campanile e Massimo Franciosa (1963)
- Le voci bianche, regia di Pasquale Festa Campanile e Massimo Franciosa (1964)
- La costanza della ragione, regia di Pasquale Festa Campanile (1964)
- Congiura di spie (Peau d'espion), regia di Édouard Molinaro (1967)
- Identikit, regia di Giuseppe Patroni Griffi (1974)

### Segretario di produzione
- Tototarzan, regia di Mario Mattoli (1950)
- Totò sceicco, regia di Mario Mattoli (1950)
- Accidenti alle tasse!!, regia di Mario Mattoli (1951)
- La provinciale, regia di Mario Soldati (1953)
- Amore e chiacchiere (Salviamo il panorama), regia di Alessandro Blasetti (1958)

### Attore
- Il figlio di d'Artagnan, regia di Riccardo Freda (1950)